# Ülgen, Hazro
Ülgen là một xã thuộc huyện Hazro, tỉnh Diyarbakır, Thổ Nhĩ Kỳ. Dân số thời điểm năm 2008 là 360 người.